# Dieter Ehret
Dieter Ehret (* 4. November 1959 in Weisweil) ist ein deutscher Politiker, ehemaliges Mitglied der FDP. Er war Mitglied des Landtages von Baden-Württemberg.

## Ausbildung und Beruf
Nach dem Abitur 1978 in Kenzingen studierte Dieter Ehret Bauingenieurwesen in Karlsruhe und Architektur in Wiesbaden. Seit 1984 ist er selbständiger Bauingenieur in Weisweil.

## Politische Tätigkeit
Dieter Ehret war seit 1991 Mitglied der FDP. Bereits 1989 wurde er auf der Liste der FDP in den Gemeinderat von Weisweil gewählt, dem er seither angehört. Nach den Gemeinderatswahlen 1994 wurde er vom Gemeinderat zum stellvertretenden Bürgermeister gewählt. Seit 2004 ist er Mitglied im Kreistag des Landkreises Emmendingen und Mitglied der Verbandsversammlung des Regionalverbandes Südlicher Oberrhein.
Vom 13. April 2006 bis zum Mai 2011 gehörte Ehret dem Landtag von Baden-Württemberg an. Er profitierte bei der Wahl in besonderer Weise vom Wahlsystem, das die Zuteilung von Zweitmandaten an unterlegene Wahlkreisbewerber nach der Zahl der absoluten Stimmen im Wahlkreis vorsah. Sein Vorsprung auf den ersten nicht gewählten FDP-Bewerber im Regierungsbezirk Freiburg aus dem Wahlkreis Lörrach betrug 165 Stimmen. Dabei erhielt Ehret durch das landesweite FDP-Rekordergebnis von 65,3 % allein in seiner Heimatgemeinde Weisweil 617 Stimmen und sicherte sich so den Landtagseinzug.
Ehret war umweltpolitischer Sprecher der FDP-Landtagsfraktion. Entgegen der Mehrheitsposition der FDP vertritt er auch atomkraftkritische Positionen und setzte sich für ein Festhalten am Atomausstieg ein. Das erklärt sich durch die Geschichte der Emmendinger FDP, deren führende Akteure in den 1970er-Jahren, darunter der damalige Landtagsabgeordnete Hans Erich Schött, aktiv an den Protesten gegen das geplante Kernkraftwerk Wyhl beteiligt waren.
Im Februar 2010 wurde bekannt, dass Ehret für die Landtagswahlen 2011 nicht mehr kandidieren würde. Als Grund hierfür nannte er die Energiepolitik der schwarz-gelben Regierung. Er hält die vorgesehene Laufzeitverlängerung von Atomkraftwerken für inakzeptabel. Im Herbst 2011 erklärte Ehret schließlich – ebenso wie zuvor bereits Schött – seinen Austritt aus der Partei, blieb aber parteiloses Mitglied der FDP-Fraktion im Kreistag.

## Familie
Dieter Ehret hat drei Brüder. Er ist verheiratet und evangelisch. Außerdem hat er eine Tochter.